# Oly (Bermo)
Oly (auch: Oli) ist ein Dorf in der Landgemeinde Bermo in Niger.

## Geographie
Das Dorf befindet sich rund 45 Kilometer südöstlich des Hauptorts Bermo der gleichnamigen Landgemeinde und des gleichnamigen Departements Bermo in der Region Maradi. Zu den Siedlungen in der näheren Umgebung von Oly zählen Gadabédji im Nordosten, Acka im Osten, Bader Tanko im Südosten und Sakabale im Südwesten.
Oly liegt im Ouroufa-Tal, einem Nebental des Tarka-Tals. Nordöstlich des Dorfs erhebt sich der 421 m hohe Hügel Gernawan. Es herrscht das Klima der Sahelzone vor, mit einer durchschnittlichen jährlichen Niederschlagsmenge zwischen 300 und 400 mm.

## Bevölkerung
Bei der Volkszählung 2012 hatte Oly 800 Einwohner, die in 113 Haushalten lebten. Bei der Volkszählung 2001 betrug die Einwohnerzahl 572 in 77 Haushalten und bei der Volkszählung 1988 belief sich die Einwohnerzahl auf 613 in 101 Haushalten.
Die Bevölkerungsdichte in diesem Gebiet ist mit 10 bis 20 Einwohnern je Quadratkilometer relativ gering.

## Wirtschaft und Infrastruktur
Im Dorf wird ein Wochenmarkt abgehalten. Der Markttag ist Samstag. Hier werden unter anderem Getreide, Tee, Zucker, Kleidung und Haushaltswaren gehandelt. Westlich von Oly erstreckt sich ein weitläufiges Weideland, das traditionellerweise in der Trockenzeit von nomadischen Bouzou- und Tuareg-Viehzüchtern aufgesucht wird. Die Siedlung liegt in einem Gebiet des Übergangs zwischen der Naturweidewirtschaft des Nordens und des Ackerbaus des Südens, was zu Landnutzungskonflikten führt.
Im Dorf ist ein Gesundheitszentrum des Typs Centre de Santé Intégré (CSI) vorhanden. Das nigrische Unterrichtsministerium richtete 1996 gemeinsam mit dem Welternährungsprogramm der Vereinten Nationen zahlreiche Schulkantinen in von Ernährungsunsicherheit betroffenen Zonen ein, darunter eine für Nomadenkinder in Oly.